# Marcelo Lomba
Marcelo Lomba do Nascimento (ur. 18 grudnia 1986 w Rio de Janeiro) – brazylijski piłkarz występujący na pozycji bramkarza, od 2022 roku zawodnik Palmeiras.